# Saarpfalz-Kreis
Saarpfalz-Kreis är ett distrikt (Landkreis) i sydöstra delen av det tyska förbundslandet Saarland.